# 苹果公共源代码许可证
苹果公共源代码许可证（Apple Public Source License，缩写为APSL）是一个开源和自由软件许可证，它随着Apple的Darwin操作系统的公开而发布。
苹果公共源代码许可证的第一版通过了开放源代码促进会（OSI）的认证。2003年7月29日发布的第二版符合自由软件基金会的指引，也通过了OSI的认证。自由软件基金会认可APSL 2.0作为自由软件协议，并表示开发者为符合该协议的工程工作是可以接受的。然而他们建议开发者不要在这个协议下发布新功能，因为其copyleft不彻底、与GNU通用公共许可证不兼容，并且该协议允许将这些符合APSL的文件与其它完全作为私有软件发布的文件链接。该协议明确要求对原始代码进行的任何修改都必须发布修改后的源代码。
许多Apple发布的软件现在都在更自由的Apache许可证之下发布，例如Bonjour。